# أنابيل لي (ممثلة)
أنابيل لي (بالإنجليزية: Annabel Lee)‏ هي ناشرة وممثلة أمريكية، ولدت في القرن العشرين.